# Baron Poltimore

Wappen der Barone Poltimore

Baron Poltimore, of Poltimore in the County of Devon, ist ein erblicher britischer Adelstitel in der Peerage of the United Kingdom.

## Verleihung und nachgeordnete Titel
Der Titel wurde am 10. September 1831 für Sir George Bampfylde, 6. Baronet, geschaffen.
Er hatte bereits 1823 von seinem Vater den Titel Baronet, of Poltimore in the County of Devon, geerbt, der am 14. Juli 1641 in der Baronetage of England seinem Ur-ur-ur-urgroßvater verliehen worden war.
Heutiger Titelinhaber ist sein Nachfahre Mark Bampfylde als 7. Baron.

## Liste der Barone Poltimore (1831)
- George Bampfylde, 1. Baron Poltimore (1786–1858)
- Augustus Bampfylde, 2. Baron Poltimore (1837–1908)
- Coplestone Bampfylde, 3. Baron Poltimore (1859–1918)
- George Bampfylde, 4. Baron Poltimore (1882–1965)
- Arthur Bampfylde, 5. Baron Poltimore (1883–1967)
- Hugh Bampfylde, 6. Baron Poltimore (1888–1978)
- Mark Bampfylde, 7. Baron Poltimore (* 1957)

Titelerbe (Heir apparent) ist der Sohn des aktuellen Titelinhabers Hon. Henry Bampfylde (* 1985).